# Њукасл (Оклахома)
Њукасл (енгл. Newcastle) град је у америчкој савезној држави Оклахома.

## Демографија
По попису из 2010. године број становника је 7.685, што је 2.251 (41,4%) становника више него 2000. године.
| Група             | 2000.         | 2010.         |
| Белци             | 4.813 (88,6%) | 6.426 (83,6%) |
| Афроамериканци    | 10 (0,2%)     | 49 (0,6%)     |
| Азијати           | 19 (0,3%)     | 51 (0,7%)     |
| Хиспаноамериканци | 135 (2,5%)    | 301 (3,9%)    |
| Укупно            | 5.434         | 7.685         |